# Didier Beugnies
Pour les articles homonymes, voir Beugnies (homonymie).
Didier Beugnies, né le 14 mars 1961 à Frameries, est un joueur puis entraîneur de football belge. Il évoluait au poste d'attaquant.

## Biographie
Didier Beugnies commence sa carrière professionnelle au RAEC Mons lors du championnat 1983-1984, avant de rejoindre la saison suivante le Sporting Charleroi où il joue huit saisons. Évoluant avec le Sporting en division 2, il obtient le titre de meilleur buteur de cette division inscrivant 23 buts lors du championnat 1984-1985. Lors de sa deuxième saison avec les Zèbres, en championnat de division 1 1985-1986, il plante 22 buts et termine deuxième buteur du championnat belge derrière Erwin Vandenbergh et devant Jean-Pierre Papin. 
Il poursuit sa carrière par un retour pendant une saison au RAEC Mons, avant de la terminer à l'UR Namur en 1994 à l'âge de 33 ans.
Il revient dans le milieu du football en entraînant les jeunes du Sporting Charleroi de 2007 à 2009, puis en devenant l'adjoint de Michel Errico à Pont-à-Celles-Buzet. Il est l'entraîneur du FCM Brussels, qui devient ensuite le RWDM Brussels FC, lors de trois passages distincts entre 2012 et 2014, puis l'ultime entraîneur du RAEC Mons qui disparaît en 2015.